# Romantici nati
Romantici nati (Born Romantic) è un film del 2000 diretto da David Kane.